# Neopatrné panny
Neopatrné panny je sbírka povídek spisovatele Jaroslava Havlíčka. Ačkoli byla kniha napsána mezi lety 1929–1932, prvního vydání se dočkala až pod nakladatelstvím Václava Petra roku 1941. Bývá řazena k literárnímu naturalismu a psychologické literatuře. Pro svou údajnou nebezpečnost pro mravy mládeže bylo zakázáno její šíření mezi osobami mladšími osmnácti let. Sbírka čítá pět povídek: Neklidné srdce, Figurka z porculánu, Tragická krev, Máša z krámu a Tanečnice. 

## Popis a charakteristika díla
Při otevření knihy se čtenáři vyjeví vstupní citát: „Pět pak z nich bylo opatrných, a pět bláznivých. Ty bláznivé vzavše lampy své, nevzaly s sebou oleje.“ Původní citát pochází z Bible kralické, Matouš 25, 2–3. Havlíček otevírá biblickým citátem knihu, v níž cudnost, morálka a láska až na výjimky neexistují. Pro ženské postavy je hodnota těla prázdnou frází. Ať už o panenství přicházejí z vlastní rozvernosti nebo pod vlivem prvotních citů, jejich osudy vždy končí tragicky. Hlavní hrdinky povídek jsou v duchu naturalismu předurčeny nežádoucími okolnostmi, jež jejich příběhy strhávají na scestí. Roli těchto negativních determinantů hraje zpravidla válka, smrt a lidská krutost. Spojujícím prvkem mužských postav je naopak ošklivost a celkově negativní pojetí jejich chování. Přestože se jedná o ranou sbírku, vytvořenou na sklonku dvacátých let, nese již také znaky v budoucnu psané psychologické literatury.. To se projevuje v největší míře na postavě Máši z povídky „Máša z krámu“.

## Přijetí díla
Ačkoli kniha vyšla v době, kdy už Jaroslav Havlíček bodoval u čtenářů se svými prózami, vzbudila sbírka ve společnosti velký rozruch. Tehdejší Ministerstvo školství a národní osvěty dokonce klasifikovalo Neopatrné panny jako knihu nebezpečnou mládeži a bylo zakázáno její šíření mezi mladšími osmnácti let. Jako důvod bylo uvedeno: „Z obsahu povídek Neklidné srdce, Figurka z porculánu, Tragická krev, je zřejmé, že jsou s to, aby vážně ohrozily jak pohlavní život mládeže, tak i vážně rozvracely mravní vývoj mládeže tím, že v ní budí sklon k surovosti. (...) Je všeobecně známo, že mladistvý nekritický čtenář přejímá z literárního díla nejenom umělcovo zvýšené vzrušení duševní, i jiné názory, a snaží se jíti stopou románových hrdinů. Proto je vážná obava, že mladistvý čtenář bude napodobovati činy v knize popisované, půjde cestou zahálky, neřesti, pudových choutek a pohlavních vášní zejména proto, když v daném tiskopise není nijak zdůrazňována idea díla, tj. mravní základ a ušlechtilý cíl, nýbrž naopak obsah tiskopisu budí nesprávné představy o společenském životě a postavení ženy, znevažuje smysl pro rodinný život a rodinnou výchovu. Proto bylo nutno rozhodnouti, jak svrchu uvedeno.“

## Povídky

### Neklidné srdce
Když teprve čtrnáctiletá Fína v lese položila hlavu kamaráda Pepíka na svůj klín a následně mu odhalila prsa, neměla ještě sebemenší tušení, jak fatální sérii událostí tento prvotní hřích spustí. Rodiče Fínu posílají do města k tetě, kde se spřátelí se dvěma dívkami. Dívky zmítané touhami se pouštějí do svých prvních sexuálních zkušeností, v nichž nejde o čest, ale o to nezůstat pozadu. Všechny tak přicházejí o panenství v jeden večer na společné akci. Jedna se vyspí s mužem, kterému páchne z úst. Druhá kamarádka uloví kulhavého. Na Fínu zbude nemluvný a nevýbojný. Fína si ze zážitku odnáší jen deziluzi a špatné známky z mravů. V jejích sedmnácti letech si bere obchodníka Nouska, s nímž zažívá v manželství nudu. Nousek záhy umírá ve válce a Fína rychle střídá sexuální partnery. Když se podruhé vdá, manžel ji bije a jím dlouho očekávané první dítě Fína po porodu zabije. Nakonec se ocitá bez peněz na okraji společnosti a začne tak nabízet to jediné, co jí zbylo. Fína se stává prostitutkou.

### Figurka z porculánu
V rodině dospívající Vity spolu její sestry a matka nesdílí jen životní prostor, ale i muže. Účetní Braun má poměr střídavě s oběma Vitinými sestrami i matkou. Při opravách domu se zasnoubená Vitina sestra rozhodne svést montéra a pozadu opět nezůstává ani její matka. Vitě se nedostává lásky nejen od matky, ale dokonce ani od otce, jelikož je Vita výsledkem matčiných nemanželských dobrodružství. Ani po otcově sebevraždě matka nezahálí v udržování kontaktů s muži. Když si do domu přivede postaršího agenta Hartla, využívá Vita svého šarmu a mládí, načež s agentem odjíždí pryč. O panenství tak přijde dívka, jež v životě nepoznala lásku v jakékoli podobě, už v patnácti letech v opilosti právě s tímto obtloustlým agentem. Vzdor vůči společnosti, která ji odsoudila, končí tragicky. Vita se v době svého pobytu s Hartlem nakazí tuberkulózou a už v 17 letech umírá.

### Tragická krev
Osudová předurčenost životního příběhu se výrazně promítá do třetí povídky. Mladičká Heda vidí umírat svou matku a následné události spojené s financováním matčina pohřbu a krizí v otcově podniku zapříčiní bezvýchodnou otcovu situaci. Pod vlivem tíživých existenciálních problémů otec skáče pod vlak a z Hedy se stává sirotek. Heda poté vyrůstá u své starší sestry, působí mlčenlivě a od mužů si drží odstup. Až postupem času si vybuduje silný vztah ke stejně starému rebelovi Laubemu. Ještě před narukováním na frontu však Laube stihne nakazit Hedu syfilidou. Hlavní představitelka příběhu tak zůstává v městě se svou potupou a zároveň i bez přítele Laubeho, jehož život krátce po odjezdu skončí na italské frontě. Mlčenlivou Hedu tyto skutečnosti proměňují natolik, že se i přes svou chorobu pouští do nejrůznějších sexuálních akcí. Ačkoli svou nemoc nijak nezatajuje, postupem času se kvůli ní syfilida městem rychle rozšíří. Zhrzená Heda se nakonec ve své malé komůrce zastřelí.

### Máša z krámu
Až téměř idylou začíná příběh, jehož dějová linka opět nabírá až absurdní naturalistické krutosti. Pan Šípek má obchod s rozmanitým a vzácným zbožím, skvělé postavení ve městě, zdravou ženu a dvě děti — Vášu a Mášu. Matka se o děti až úpěnlivě stará a kontroluje, aby se jim maximálně vyhnulo jakékoli trápení. Když tak musí dospívající Váša narukovat do války a záhy umírá, celou rodinou to nezvratně otřese. Matka onemocní a otec propadá alkoholismu, což se mu stane později osudným, v opilosti se totiž utopí. Na plachou a nemluvnou Mášu zbývají veškeré obchodní povinnosti, jimž vůbec nerozumí. Máša je na rozdíl od ostatních ženských protagonistek v povídkovém souboru mnohem zdrženlivější. O panenství přichází ve dvaadvaceti letech poté, co se jí neustále dvoří různými dárky kníratý vdovec Wandl a ona se mu odvděčí právě svým prvním sexem. Máše následně umírá matka na rakovinu  a narodí se jí syn, k němuž se sice postarší elegán Wandl s Mášou upnou, ale dítě je slabé a brzy zemře. Později skolí pana Wandla mrtvice, avšak Máše začne velmi brzy nadbíhat přísný a málomluvný strážmistr Vacek. Bez většího váhání se vytasí s nabídkou sňatku a Máša ji ráda přijímá. Netuší totiž, že bude jejich následné manželské soužití naplňováno pouze krutostí. Když Vacek Mášu oplodní, odmítá se věnovat rodičovství a naopak po ní vyžaduje interrupci. Odebrání zárodku zapříčiní nejen Mášinu budoucí neplodnost, ale i dlouhodobé narušení jejího zdraví. Strážmistr od svazku očekával manželčinu péči, namísto toho se on musí starat o ní, což ho dovádí k nepříčetnosti. Vacek Mášu bije, podvádí ji, kope do jejího psa tak, až ho ochromí, a když vyhrožuje, že psa otráví jedem, použije Máša jed právě k otravě manžela. Umírají zároveň i další dva lidé, kteří uvařený jed pozřou spolu se strážmistrem. Máša zemře roku 1926 v ženském vězení. 

### Tanečnice
Evinou jedinou životní vášní je tanec. Už jako malé dítě krásně tančí po parketu a vyčnívá v tanci nad ostatními dětmi ve škole. Její školní výsledky sice nejsou zrovna nejlepší, ale vzhledem k dobrému finančnímu zázemí rodiny se Eva nemusí obávat jakýchkoli existenčních problémů. V šestnácti letech tak nedělá nic, jen se povaluje a kouká do prázdna. Celkově působí jako postava bez emocí, v jejímž zájmu je pouze tanec, a tak celou dobu netečně sleduje okolí bez většího povšimnutí. Když ji její první láska v podobě adjunkta Bucka líbá, Eva se bez jakýchkoli emocí nechává. Jejím partnerem se nakonec stává obézní Lustig, který touží vyplnit Evě všechna přání. Vášnivá tanečnice ho ale považuje za nudného, a když je poté na několik měsíců uvězněn, utíká od něj. Eva v závěru osvobodí svůj život od všech závazků. Opouští maloměsto, manžela i rodinu a mizí ve světě.  